# Alžběta z Lobdeburgu
Alžběta z Lobdeburgu (německy Elisabeth von Lobdeburg-Arnshaugk, 1286 – 22. srpna 1359, Gotha) byla lantkraběnka durynská a markraběnka míšeňská.

## Život
24. srpna 1300 se stala druhou manželkou Fridricha Pokousaného. Roku 1321 Fridricha ranila mrtvice, ochrnul a o dva roky později zemřel. Alžběta se stala regentkou za nezletilého syna. V lednu 1323 se na nátlak Ludvíka Bavora zřekla plánovaného manželského spojení svého syna s českou princeznou Jitkou, dcerou Jana Lucemburského. Jitka byla z Wartburgu potupně odeslána zpět na pražský dvůr. Fridrich se oženil s Bavorovou dcerou Matyldou. Po dosažení zletilosti se Fridrich dostal s matkou do sporu, který rozsoudil Ludvík Bavor a Alžběta dostala k užívání Gothu, Jenu a Tenneberg. Zemřela v létě 1359 a byla pohřbena v dominikánském klášteře v Eisenachu. Její náhrobek je v současnosti v místním kostele sv. Jiří.